# Plumbokalcit
Plumbokalcit je nenormalna trdna raztopina kalcita in ceruzita s kemijsko formulo (Ca,Pb)CO3. Morfološko je enak kalcitu in ni priznan kot samostojen mineral.
Nahajališča plumbokalcita so v Mežici, Plajberku pri Beljaku in Imstu v Severni Tirolski.